# Szafakulevói járás

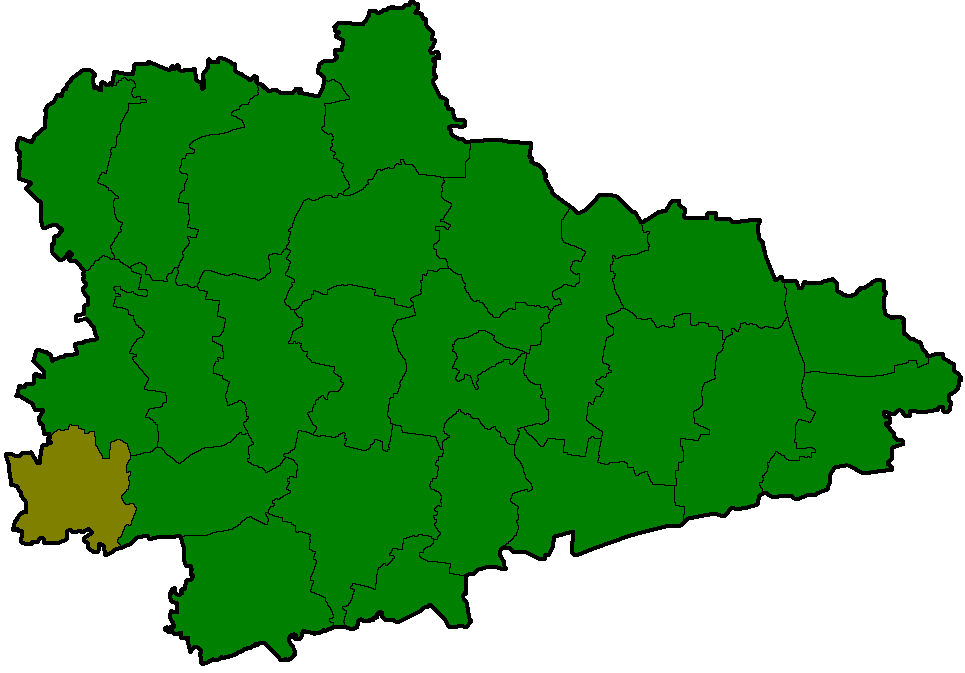
A Szafakulevói járás a Kurgani területen

A Szafakulevói járás (oroszul Сафакулевский район) Oroszország egyik járása a Kurgani területen. Székhelye Szafakulevo.

## Népesség
- 1989-ben 19 627 lakosa volt.
- 2002-ben 16 957 lakosa volt, melynek 43,1%-a baskír, 33,2%%-a tatár, 20,4%-a orosz nemzetiségű.
- 2010-ben 13 120 lakosa volt, melyből 5 595 baskír, 4 389 tatár, 2 774 orosz, 72 német, 42 ukrán, 25 kazah, 25 örmény, 18 azeri, 14 fehérorosz, 12 üzbég stb.